# The Rising Hawk - L'ascesa del falco
The Rising Hawk - L'ascesa del falco (The Rising Hawk) è un film del 2019 diretto da Achtem Seitablaev e John Wynn.

## Produzione
Robert Patrick si è unito al cast del film nel maggio 2018.

## Distribuzione

### Data di uscita
Le date di uscita internazionali nel corso del 2019 sono state:
- 10 ottobre in Ucraina

Le date di uscita internazionali nel corso del 2020 sono state:
- 28 febbraio in Estonia (Alistamatud), Lettonia (Neuzvaramā cilts) e Lituania (Nenugalėti)
- 5 giugno in Spagna (El vuelo del halcón)
- 2 ottobre in Canada e Stati Uniti d'America
- 20 novembre in Germania
- 30 novembre in Regno Unito

Le date di uscita internazionali nel corso del 2021 sono state:
- 1º gennaio in Australia e Nuova Zelanda
- 20 gennaio nei Paesi Bassi
- 1º aprile in Italia
- 20 giugno in Polonia (Karpaty: miłość i zdrada)
- 26 agosto in Corea del Sud

## Accoglienza

### Incassi
Il film ha incassato un totale mondiale di 1560697 $.

### Critica
Sul sito web di recensioni Rotten Tomatoes, il film ha un rating di approvazione del 29%, sulla base di 7 recensioni, e un voto medio di 4,6/10.

## Riconoscimenti
- 2020 – Golden Dzyga
  - Miglior scenografia a Vladlen Odudenko
  - Miglior truccatore a Alla Leonova
  - Miglior costumista a Antonina Belinska
  - Candidato per il miglior direttore della fotografia a Yurii Korol
  - Candidato per la miglior canzone ai Okean El'zy
  - Candidato per il premio del pubblico
  - Candidato per il premio per i migliori effetti visivi
- 2020 – Taurus World Stunt Awards
  - Candidato per la miglior scena d'azione in un film straniero